# ويتني شارب
ويتني شارب (بالإنجليزية: Whitney Sharpe)‏ (5 يناير 1990 بويست دي موينز في الولايات المتحدة - ) هي لاعبة كرة قدم أمريكية في مركز الدفاع. شاركت مع منتخب الولايات المتحدة لكرة القدم للسيدات. أما مع النوادي، فقد لعبت مع AFC Ajax (women) ‏.

## وصلات خارجية
- ويتني شارب على موقع قاعدة بيانات كرة القدم.إي يو (الإنجليزية)
- ويتني شارب على موقع Soccerway.com (الإنجليزية)